# 난도스
난도스(Nando's)는 남아프리카 공화국의 음식점 체인 기업이다. 난도스의 주력 메뉴는 페리페리 치킨이다.